# Doris nucleola
Doris nucleola Pease, 1860 è un mollusco nudibranchio appartenente alla famiglia Dorididae.